# Brian Cowen
Brian Cowen, född 10 januari 1960 i Tullamore, är en irländsk politiker. Han var partiledare för Fianna Fáil 2008–2011 och var under samma period taoiseach (regeringschef). Hans regeringsperiod präglades starkt av finanskrisen 2008. 
Cowen valdes in i Dáil Éireann – det irländska parlamentets underhus – 1984, då han i ett fyllnadsval ersatte sin far Bernard Cowen som hastigt hade avlidit. Under perioden 1992–1994 samt sedan 1997 har Brian Cowen innehaft ett antal olika ministerposter i Irlands regering, senast som utrikesminister 27 januari 2000–29 september 2004 och som finansminister från 29 september 2004 till sitt tillträde som taoiseach. Från 14 juni 2007 var han också Tánaiste (vice regeringschef).
Brian Cowen utsågs 2002 till vice partiledare för Fianna Fáil, och den 9 april 2008 valdes han till partiledare, och ersatte då Bertie Ahern, som avgick på grund av korruptionsanklagelser. Den 7 maj 2008 ersatte Brian Cowen Ahern som republiken Irlands taoiseach. Den 22 januari meddelade Cowen att han avgick som partiordförande, men att han skulle kvarstå som premiärminister till nyvalet den 11 mars, varefter han efterträddes av Enda Kenny.

## Uppväxt
Brian Cowen var väldigt politiskt intresserad från en ung ålder där han gärna debatterade i skolan och hjälpte sin far, som var ledamot i irländska parlamentets underhus. Han studerade juridik på University College Dublin och hann bli advokat innan han snabbt vände sig till politiken.

## Politisk karriär
Efter sin fars död ersatte Brian honom i Dáil Éireann (underhuset) i ett fyllnadsval 1984, ganska snabbt efter att han blivit advokat. Vid tiden var han 24 år gammal och en av underhusets yngsta ledamöter någonsin. I Albert Reynolds regering blev han arbetsmarknadsminister 1992–1993, energiminister 1993 och därefter för transport, energi och kommunikation 1993–1994. Han avgick vid valförlusten 1994, men återkom tre år senare som minister i John Brutons regering där han blev hälso-, och barnminister 1997–2000 och utrikesminister 2000–2004. Han gick sedan vidare till ämbetet som finansminister 2004–2008. Därefter blev han raskt Tánaiste (vice regeringschef) 2007–2008 och efterträdde Ahern som partiledare för Fianna Fáil 2008, varpå han också blev taoiseach (regeringschef). I det ämbetet tog han också upp rollerna som försvarsminister 2010 och utrikesminister 2011. 

### Taoiseach
Cowen bildade regering tillsammans med gröna partiet och Progressive Democrats och fick då en majoritet i parlamentet. 
En kort tid efter att Cowen blivit regeringschef slog finanskrisen till på Irland, och hans hantering av de ekonomiska problemen gjorde honom till en av landets någonsin minst populära regeringschefer. I en undersökning 2010 ville endast 8% ha kvar honom som taoiseach. 
Finanskrisen tog hårt på landet där arbetslösheten sköt i höjden, från 5% innan finanskrisen (2007) till 15,3% vid Cowens avgång 2011. Han gjorde försök att rädda bankerna, vilket slutade i enorma kostnader och ett budgetunderskott på 32% av BNP. Statsskulden ökade något enormt. 2007 låg denne på 27% av BNP, men ökade till 111% av BNP 2011. Cowen tvingades då gå med på stora stödpaket från EU och IMF för att hålla ihop statsfinanserna. Det här ansågs kunna hota Irlands låga företagsskatter, något gröna partiet inte kunde acceptera. Regeringen föll samman och nyval utlystes 2011. 
I valet som följde förlorade Fianna Fáil 24 procentenheter av rösterna och 58 mandat i parlamentet. Partiet gick då från landets största med 41% av rösterna till det tredje största med endast 17%. Kort efter valet avgick Brian Cowen som partiledare för Fianna Fáil och lämnade posten till Micheál Martin, och en och en halv månad senare avgick han som taoiseach och efterträddes av Enda Kenny.
Han gick också ur underhuset samma år. 